# Дуб-велетень № 3
Дуб-ве́летень № 3 — ботанічна пам'ятка природи місцевого значення в Україні. Об'єкт природно-заповідного фонду Харківської області. 
Розташована на території Валківської міської громади Богодухівського району Харківської області, неподалік від селища Привокзальне. 
Площа 0,1 га. Статус отриманий у 1984 році. Перебуває у віданні ДП «Жовтневе лісове господарство» (Мерчицьке л-во, кв. 73, вид. 1). 
Статус надано для збереження 1 дерева дуба звичайного віком понад 250 років, який є залишкам корінних пралісів. 

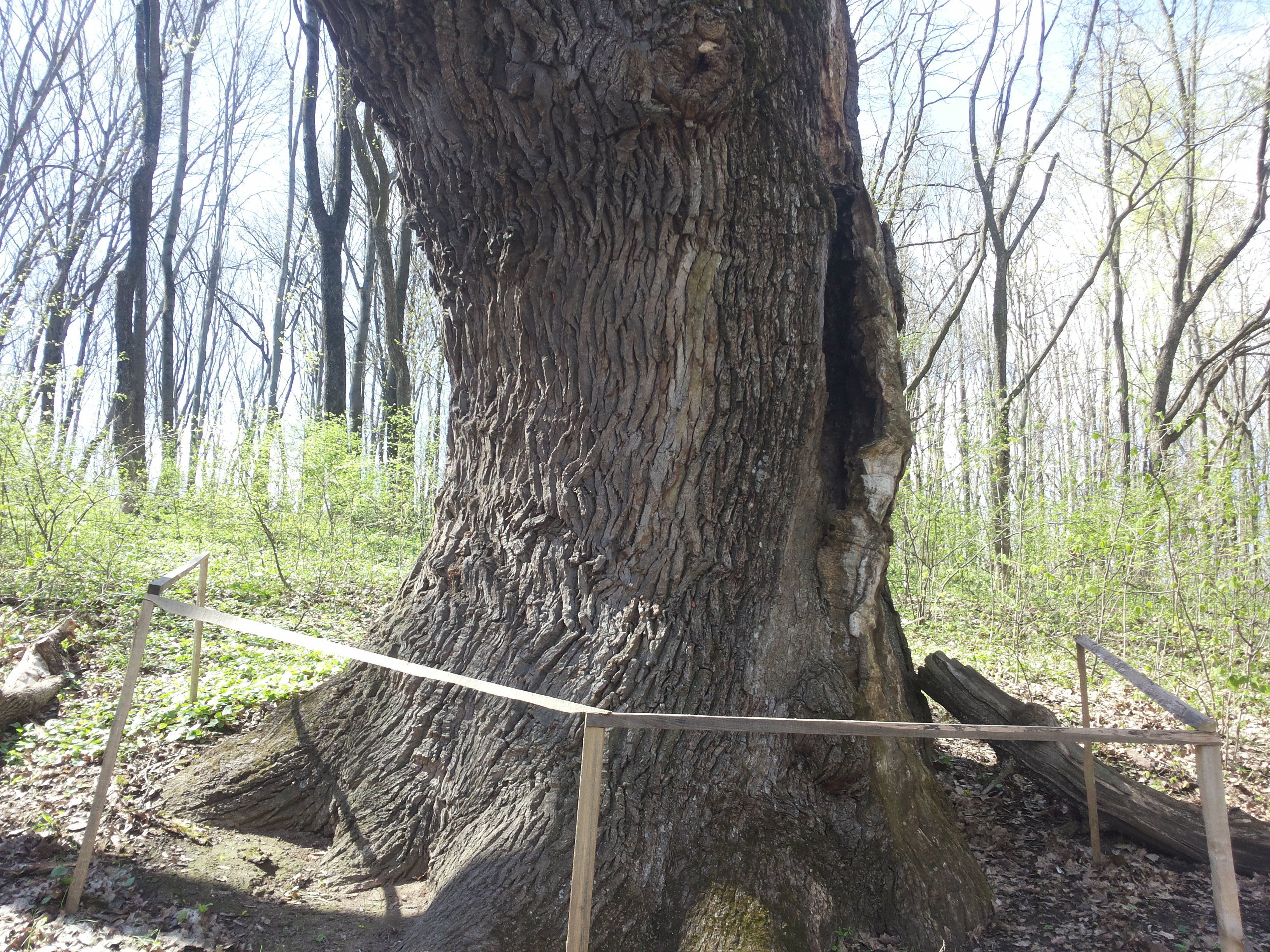
Дуб велетень №3

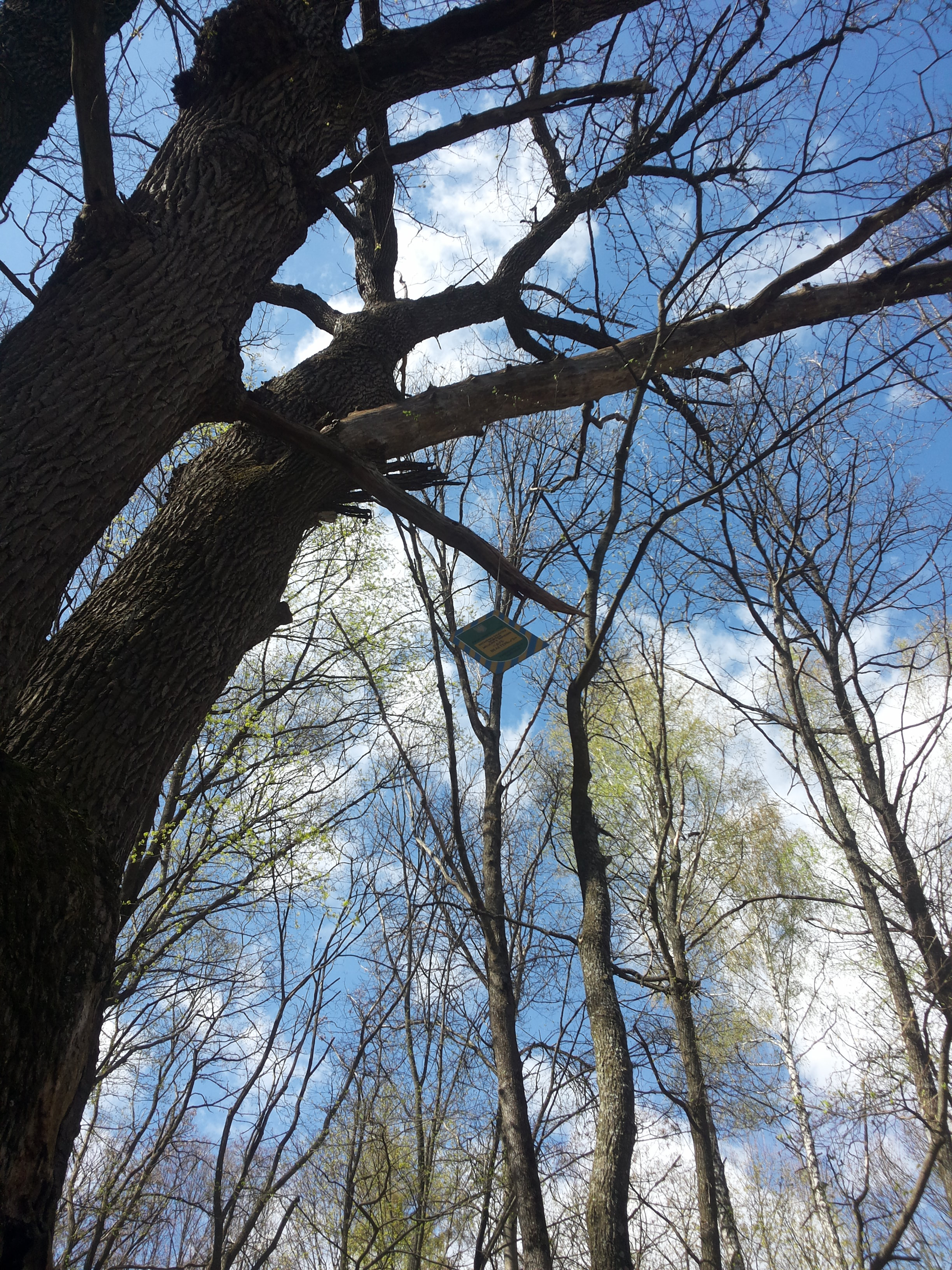
Дуб велетень №3. Вид знизу